# Marko Dević
Pour les articles homonymes, voir Devic.
Marko Dević (serbe : Марко Девић, ukrainien : Марко Девич, Marko Devitch) : né le 27 octobre 1983 dans l'ancienne capitale de la RF Yougoslavie, Belgrade, aujourd'hui capitale de la Serbie, est un ancien footballeur ukrainien d'origine serbe qui évoluait comme milieu de terrain ou comme attaquant dans le club ukrainien de Metalist Kharkiv de 2006 à 2012 et de 2013 à 2014, notamment, et en sélection ukrainienne de 2008 à 2014, où il eut le temps de marquer 7 buts en 35 matchs.

## Biographie

### Club

#### Serbie
Dević commence sa carrière de footballeur dans un club de sa ville natale de Belgrade, le FK Zvezdara. Il va ensuite évoluer au FK Železnik, avant de partir jouer pour le FK Radnički Jugopetrol Belgrade, et enfin le FK Voždovac Belgrade.

#### Ukraine
En 2005, Dević est acheté par le club ukrainien du Volyn Lutsk, équipe de division une. Mais à la fin de la saison, le club sera sur le point d'être relégué et Dević voudra rentrer en Serbie.
Mais l'entraîneur du Metalist Kharkiv, Myron Markevych, va convaincre Dević de rejoindre son club. Près deux saisons au club, il finit meilleur buteur du championnat d'Ukraine de la saison 2007–08, avec 19 buts inscrits en 27 matchs joués, juste devant Oleksandr Gladkiy, Oleksandr Kosyrin et Yevhen Seleznyov, avec 17 buts chacun. Dević débute ensuite doucement à son début de saison 2008-09, mais lors de la 13e journée, il inscrit un doublé lors d'une victoire 2–0 contre le Tchernomorets Odessa.
En février 2014, il signe en faveur du club russe du Rubin Kazan.

### Sélection
En juin 2008, il est naturalisé ukrainien, et annonce son désir de pouvoir évoluer pour la sélection de son nouveau pays d'adoption. 
Dević fut le premier joueur étranger à l'ex-union soviétique à accepter la nationalité ukrainienne, ce qui fera beaucoup parler de lui dans la presse, coïncidant avec une bonne saison passée en club, avec 19 buts (meilleur buteur d'Ukraine), ce qui poussera le sélectionneur de l'époque Alexeï Mikhaïlitchenko à s'y intéresser. Il l'appellera en sélection lors d'un match amical le 19 novembre 2008 contre la Norvège, devenant le troisième international naturalisé ukrainien, après Oleksandr Aliyev et  Artem Milevskyi. Il entrera en cours de jeu avec le numéro 10. 

## Statistiques
| Saison                | Club                  | Championnat           | Championnat | Championnat | Coupe(s) nationale(s) | Coupe(s) nationale(s) | Compétition(s) continentale(s) | Compétition(s) continentale(s) | Compétition(s) continentale(s) | Total | Total |
| Saison                | Club                  | Division              | M.          | B.          | M.                    | B.                    | Comp.                          | M.                             | B.                             | M.    | B.    |
| 2001-2002             | FK Zvezdara           | D1                    | 14          | 2           | -                     | -                     | -                              | -                              | -                              | 14    | 2     |
| 2002-2003             | FK Železnik           | D2                    | 19          | 1           | 2                     | 0                     | -                              | -                              | -                              | 21    | 1     |
| 2003-2004             | Radnički Belgrade     | D2                    | 16          | 1           | -                     | -                     | -                              | -                              | -                              | 16    | 1     |
| 2004-2005             | Voždovac Belgrade     | D1                    | 14          | 0           | -                     | -                     | -                              | -                              | -                              | 14    | 0     |
| Sous-total            | Sous-total            | Sous-total            | 63          | 4           | 2                     | 0                     | -                              | -                              | -                              | 65    | 4     |
| 2004-2005             | Volyn Loutsk          | D1                    | 14          | 0           | -                     | -                     | -                              | -                              | -                              | 14    | 0     |
| 2005-2006             | Volyn Loutsk          | D1                    | 18          | 2           | 1                     | 0                     | -                              | -                              | -                              | 19    | 2     |
| Sous-total            | Sous-total            | Sous-total            | 32          | 2           | 1                     | 0                     | -                              | -                              | -                              | 33    | 2     |
| 2006-2007             | Metalist Kharkiv      | D1                    | 27          | 4           | 5                     | 0                     | -                              | -                              | -                              | 32    | 4     |
| 2007-2008             | Metalist Kharkiv      | D1                    | 27          | 19          | 1                     | 1                     | C3                             | 2                              | 0                              | 30    | 20    |
| 2008-2009             | Metalist Kharkiv      | D1                    | 24          | 8           | 3                     | 2                     | C3                             | 9                              | 1                              | 36    | 11    |
| 2009-2010             | Metalist Kharkiv      | D1                    | 20          | 8           | 1                     | 0                     | C3                             | 4                              | 0                              | 25    | 8     |
| 2010-2011             | Metalist Kharkiv      | D1                    | 24          | 14          | -                     | -                     | C3                             | 6                              | 2                              | 30    | 16    |
| 2011-2012             | Metalist Kharkiv      | D1                    | 26          | 11          | -                     | -                     | C3                             | 13                             | 5                              | 39    | 16    |
| Sous-total            | Sous-total            | Sous-total            | 148         | 64          | 10                    | 3                     | -                              | 34                             | 8                              | 192   | 75    |
| 2012-2013             | Chakhtar Donetsk      | D1                    | 12          | 4           | 2                     | 0                     | C1                             | 2                              | 0                              | 16    | 4     |
| 2012-2013             | Metalist Kharkiv      | D1                    | 10          | 5           | -                     | -                     | -                              | -                              | -                              | 10    | 5     |
| 2013-2014             | Metalist Kharkiv      | D1                    | 17          | 15          | 2                     | 1                     | C1                             | 2                              | 0                              | 21    | 16    |
| Sous-total            | Sous-total            | Sous-total            | 39          | 24          | 4                     | 1                     | -                              | 4                              | 0                              | 47    | 25    |
| 2013-2014             | Rubin Kazan           | D1                    | 11          | 3           | -                     | -                     | -                              | -                              | -                              | 11    | 3     |
| 2014-2015             | Rubin Kazan           | D1                    | 3           | 0           | -                     | -                     | -                              | -                              | -                              | 3     | 0     |
| 2015-2016             | Rubin Kazan           | D1                    | 19          | 7           | -                     | -                     | C3                             | 6                              | 2                              | 25    | 9     |
| 2016-2017             | Rubin Kazan           | D1                    | 8           | 1           | 2                     | 1                     | -                              | -                              | -                              | 10    | 2     |
| Sous-total            | Sous-total            | Sous-total            | 41          | 11          | 2                     | 1                     | -                              | 6                              | 2                              | 49    | 14    |
| 2014-2015             | Al-Rayyan SC (prêt)   | D2                    | 7           | 6           | 4                     | 1                     | CDG                            | 7                              | 4                              | 18    | 11    |
| 2016-2017             | FK Rostov             | D1                    | 6           | 1           | -                     | -                     | C3                             | 2                              | 0                              | 8     | 1     |
| 2017-2018             | FC Vaduz              | D2                    | 30          | 13          | 3                     | 3                     | -                              | -                              | -                              | 33    | 16    |
| 2018-2019             | Sabah FK              | D1                    | 21          | 8           | -                     | -                     | -                              | -                              | -                              | 21    | 8     |
| Sous-total            | Sous-total            | Sous-total            | 64          | 28          | 7                     | 4                     | -                              | 2                              | 0                              | 73    | 32    |
| Total sur la carrière | Total sur la carrière | Total sur la carrière | 387         | 133         | 26                    | 9                     | -                              | 46                             | 12                             | 459   | 154   |